# Йовбак
Йовба́к — українське прізвище походженням з Карпатського регіону. Походить від угор. або словац. імені Jób, якому відповідає Йов, з додаванням іменникового суфікса -ак.
В Україні прізвище поширене на Закарпатті. У Свалявському районі Закарпатської області є село Сусково, яке від 1640-х років до 1893 року становило два населені пункти: Сусково та Йовбаковиця. Назва цих сіл походить від прізвищ його перших жителів: Сускова, який поселився в нижній течії потічка Клинівка, та Йовбака, що жив у верхній його течії. Портал ridni.org налічує 504 носія цього прізвища в Україні.
Згідно з інформацією на сайті kdejsme.cz, що використовує відкриті дані Міністерства внутрішніх справ Чеської Республіки, в Чехії станом на 2014 рік проживали вісім Йовбаків.

## Інтернет-мем «йовбак»
Інтернет-мем «йовбак» (рідше «йовбик») виник після стрілянини в Мукачевому у 2015 році. Він означає збірну назву озброєних найманців, які взаємодіють з українською міліцією під час масових заворушень. Вважається, що мем «йовбак» став еволюцією «тітушки» — основною зовнішньою відмінністю «йовбака» від «тітушки» є наявність вогнепальної зброї: «йовбаки — це озброєні тітушки».
Згідно зі статистикою Гугл Тренди, активність мему припадає на липень 2015 року. Найбільше ним цікавилися на Закарпатті.

### Походження мему
В Мукачевому, де 11 липня 2015 стався конфлікт між представниками «Правого сектора» і «людьми» народного депутата та кримінального «авторитета» Михайла Ланьо за участі правоохоронців, журналістами був зафіксований поруч з міліціонером чоловік у камуфляжній куртці та спортивних штанях зі стрілецькою зброєю в руках.
У МВС на це спочатку заявили, що це «представник міліції, піднятий по тривозі, який не встиг перевдягнутись». Після критики в соціальних мережах директор департаменту комунікацій МВС Артем Шевченко заявив, що людина на відео Радіо Свобода і Reuters — місцевий мисливець Микола Йовбак. «Проїжджаючи повз озброєних міліціонерів вже після перестрілки, він зупинився за власною ініціативою і приєднався до співробітників міліції», — наголосив він. Друге пояснення виявилося також невдалим: блогери відразу відзначили, що мисливський сезон в Україні ще не відкривався, а журналісти дізналися від місцевих жителів, що Микола Йовбак є «людиною» нардепа Ланя.
Типаж «мисливця у спортивних штанях» Миколи Йовбака, який вів патрулювання разом із міліцією в місті з готовим до бойового застосування мисливським карабіном «Форт-205», що є цивільним напівавтоматичним варіантом автомата Калашникова, швидко став прототипом інтернет-мема.

### Аналогії
Блогери відзначають схожість застосування міліцією «йовбаків» у Мукачевому і під час протистояння на київському Майдані та подій в Одесі в травні 2014 року, коли фіксувалися застосування проти мітингувальників зброї «спортсменами» під прикриттям міліції. Поки зафіксовані лише поодинокі випадки появи «йовбаків», але з часом прогнозується їх масова поява, що обумовлено як загостренням соціального протистояння, так і неконтрольованим поширенням зброї в умовах війни.